# Стерлінг (область)
Сте́рлінг (англ. Stirling, шотл. гел. Sruighlea) — область у складі Шотландії. Розташована в центрі країни. Адміністративний центр — Стерлінг.

## Найбільші міста
Міста з населенням понад 3 тисячі осіб:
| № | Місто          | Населення, осіб (2006) |
| - | -------------- | ---------------------- |
| 1 | Стерлінг       | 33 060                 |
| 2 | Данблейн       | 8 840                  |
| 3 | Баннокберн     | 7 270                  |
| 4 | Брідж-Оф-Аллен | 5 120                  |
| 5 | Каллендер      | 3 130                  |